# Diocesi di Aizawl
La diocesi di Aizawl (in latino Dioecesis Aizavlensis) è una sede della Chiesa cattolica in India suffraganea dell'arcidiocesi di Shillong. Nel 2022 contava 39.687 battezzati su 4.902.000 abitanti. È retta dal vescovo Stephen Rotluanga, C.S.C.

## Territorio
La diocesi comprende l'intero stato indiano del Mizoram, e i distretti di Cachar, Hailakandi e Karimganj nello stato dell'Assam.
Sede vescovile è la città di Aizawl, dove si trova la cattedrale di Cristo Re.
Il territorio è suddiviso in 31 parrocchie.

## Storia
La prefettura apostolica di Haflong fu eretta il 17 gennaio 1952 con la bolla Fit nonnumquam di papa Pio XII, ricavandone il territorio dall'arcidiocesi di Dacca e dalla diocesi di Chittagong (oggi arcidiocesi di Chattogram).
Il 26 giugno 1969 per effetto della bolla Omnium sollicitudo di papa Paolo VI la prefettura apostolica fu elevata al rango di diocesi e assunse il nome di diocesi di Silchar.
Il 5 dicembre 1983 cedette una porzione del suo territorio a vantaggio dell'erezione della diocesi di Diphu.
L'11 gennaio 1996 ha ceduto un'altra porzione di territorio a vantaggio dell'erezione della diocesi di Agartala e nel contempo la sede vescovile è stata traslata da Silchar ad Aizawl e la diocesi ha assunto il nome attuale.

## Cronotassi dei vescovi
Si omettono i periodi di sede vacante non superiori ai 2 anni o non storicamente accertati.
- George Daniel Breen, C.S.C. † (21 marzo 1952 - 26 giugno 1969 dimesso)
- Denzil Reginald D'Souza † (26 giugno 1969 - 18 ottobre 2000 dimesso)
- Stephen Rotluanga, C.S.C., dal 2 ottobre 2001

## Statistiche
La diocesi nel 2022 su una popolazione di 4.902.000 persone contava 39.687 battezzati, corrispondenti allo 0,8% del totale.
| anno | popolazione | popolazione | popolazione | presbiteri | presbiteri | presbiteri | presbiteri                | diaconi | religiosi | religiosi | parrocchie |
| anno | battezzati  | totale      | %           | numero     | secolari   | regolari   | battezzati per presbitero | diaconi | uomini    | donne     | parrocchie |
| ---- | ----------- | ----------- | ----------- | ---------- | ---------- | ---------- | ------------------------- | ------- | --------- | --------- | ---------- |
| 1980 | 16.609      | 3.825.000   | 0,4         | 26         | 9          | 17         | 638                       |         | 31        | 87        | 11         |
| 1990 | 20.446      | 4.519.000   | 0,5         | 32         | 16         | 16         | 638                       |         | 28        | 113       | 14         |
| 1999 | 20.076      | 3.181.893   | 0,6         | 32         | 22         | 10         | 627                       |         | 21        | 94        | 17         |
| 2000 | 21.245      | 3.181.893   | 0,7         | 31         | 22         | 9          | 685                       |         | 21        | 98        | 19         |
| 2001 | 29.794      | 3.972.965   | 0,7         | 40         | 24         | 16         | 744                       |         | 35        | 108       | 20         |
| 2002 | 20.267      | 3.982.765   | 0,5         | 39         | 24         | 15         | 519                       |         | 34        | 112       | 20         |
| 2003 | 29.794      | 3.972.965   | 0,7         | 40         | 24         | 16         | 744                       |         | 31        | 85        | 20         |
| 2004 | 30.618      | 4.178.874   | 0,7         | 42         | 26         | 16         | 729                       |         | 31        | 114       | 20         |
| 2006 | 32.429      | 4.226.980   | 0,8         | 49         | 29         | 20         | 661                       |         | 35        | 138       | 20         |
| 2012 | 37.910      | 4.585.000   | 0,8         | 52         | 24         | 28         | 729                       |         | 44        | 165       | 29         |
| 2015 | 39.489      | 4.715.315   | 0,8         | 60         | 26         | 34         | 658                       |         | 54        | 213       | 32         |
| 2018 | 40.101      | 5.112.680   | 0,8         | 72         | 27         | 45         | 556                       |         | 61        | 190       | 32         |
| 2020 | 40.892      | 4.785.469   | 0,9         | 78         | 28         | 50         | 524                       |         | 68        | 205       | 32         |
| 2022 | 39.687      | 4.902.000   | 0,8         | 80         | 33         | 47         | 496                       |         | 66        | 220       | 31         |